# Willem Alexander van Dijck

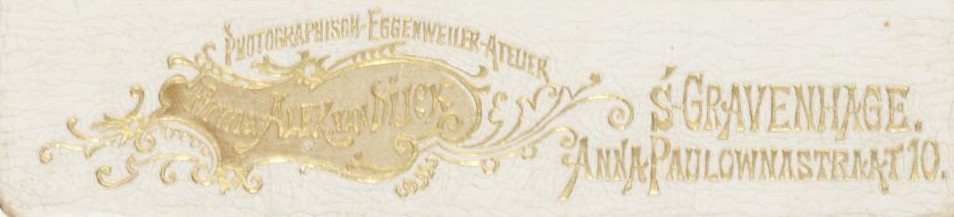
Vignette van Alex. van Dijck (1896)

Willem Alexander (Alex) van Dijck (Den Haag, 11 juli 1866 – Antwerpen, 5 december 1933) was een Nederlands fotograaf, schilder en cineast.

## Levensloop
Van Dijck is de zoon van Anna Maria Pattijn en Willem Frederik van Dijck, waarvan wordt aangenomen dat deze een buitenechtelijke zoon is van koning Willem II.  In 1883 werd hij als 17-jarige ‘photograaf’ ingeschreven aan de KABK, waar zijn broer Johannes toen in zijn laatste studiejaar zat. Het jaar daarop volgde hij de zomercursus. Willem Alexander werd kunstschilder die onder andere vissersschuiten en havengezichten in de stijl van de Haagsche School schilderde. Zijn naam komt voor in Pieter Scheen, Lexicon van Nederlandse beeldende kunstenaars (‘s Gravenhage 1969). 
Hij richtte het Photographisch-Eggenweiler Atelier ‘Firma Alex. van Dijck’ op, dat in de Anna Paulownastraat in den Haag was gevestigd. Met zijn zakenpartner Bertho Ferdinand Jacques Eduard Knibbe Rüloffs fotografeerde hij vele bekende Hagenaars, zoals de schilders Jacob Maris en Hendrik Willem Mesdag. Bertho Knibbe Rüloffs was ook kunstschilder, die in 1888 de wintercursus aan de KABK volgde. Foto’s van hen bevinden zich in het Haags Gemeentearchief, het Rijksmuseum Amsterdam en het Van Gogh Museum.
Voor de Nederlandsche Gist- en Spiritusfabriek in Delft maakte Alex twee stille zwart-witfilms, in opdracht van directeur Jacques C. van Marken. Voor de opnames had Van Marken bij de Franse productiemaatschappij Gaumont een camera gekocht. De films, een reclamefilm over de Delftsche sla-oliefabriek en de geënsceneerde ‘Brandweer-film in Delft’ werden in Parijs ontwikkeld en voor het eerst op 1 augustus 1897 in het sociëteitsgebouw De Gemeenschap van de Gist- en Spiritusfabriek vertoond. Het waren de enige films die Alex maakte. In 1918 claimde hij in De Filmwereld (nr. 38) de eerste Nederlandse film gemaakt te hebben. Later bleek dat de Amsterdamse fotograaf M.H. Laddé al eerder drie filmpjes had opgenomen, die door reisbioscoopexploitant Christiaan Slieker vanaf eind 1896 in een kermistent werden vertoond. Willem Alexander heeft dan wel niet de oudste Nederlandse film, maar wel het eerste Nederlandse reclamefilmpje gemaakt, een reclamefilm voor de Delftsche sla-oliefabriek uit 1897 en een brandweerfilm in Delft, tegenwoordig bewaard in het EYE Filmmuseum

## Enkele foto's

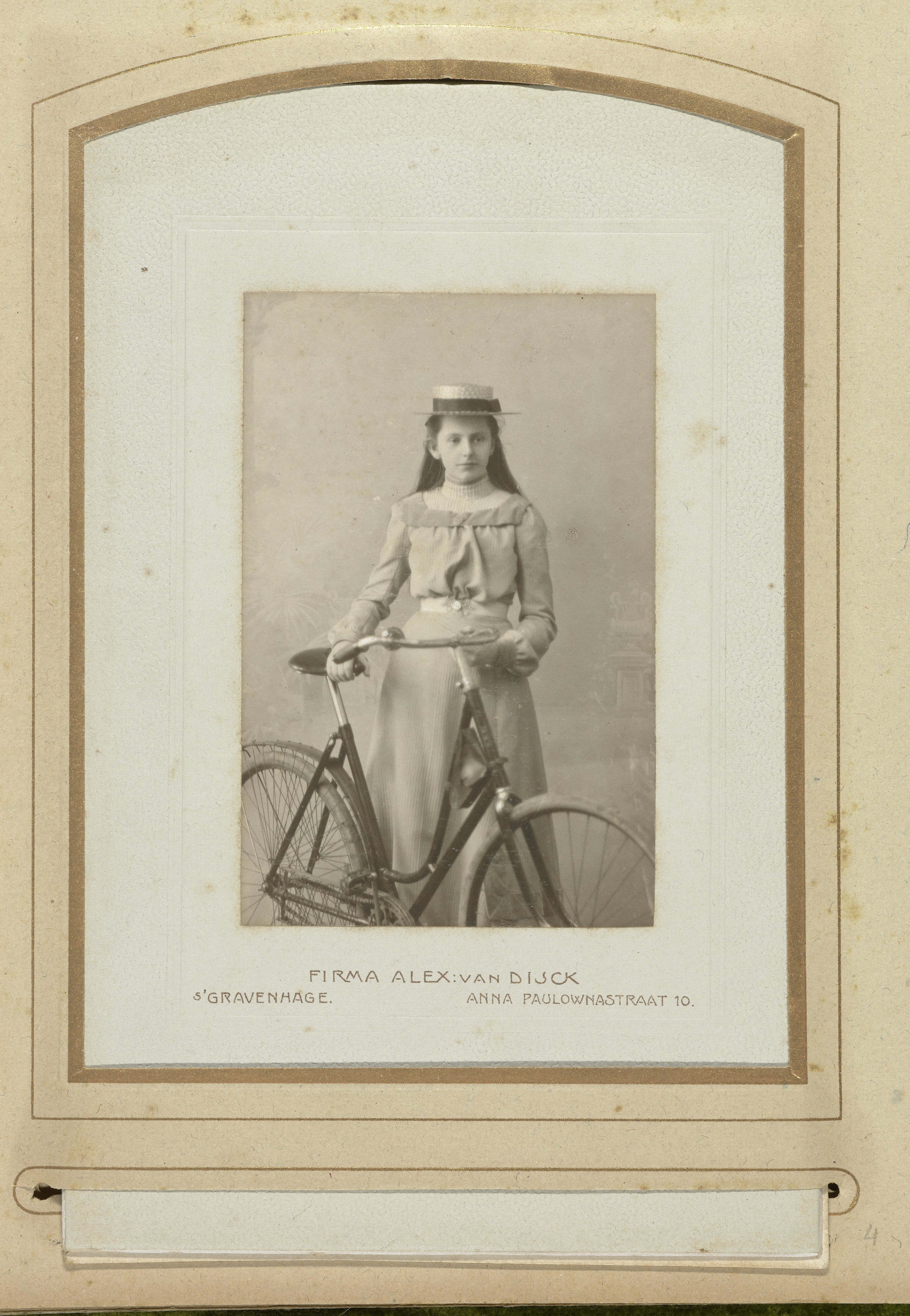
Jonge vrouw met fiets
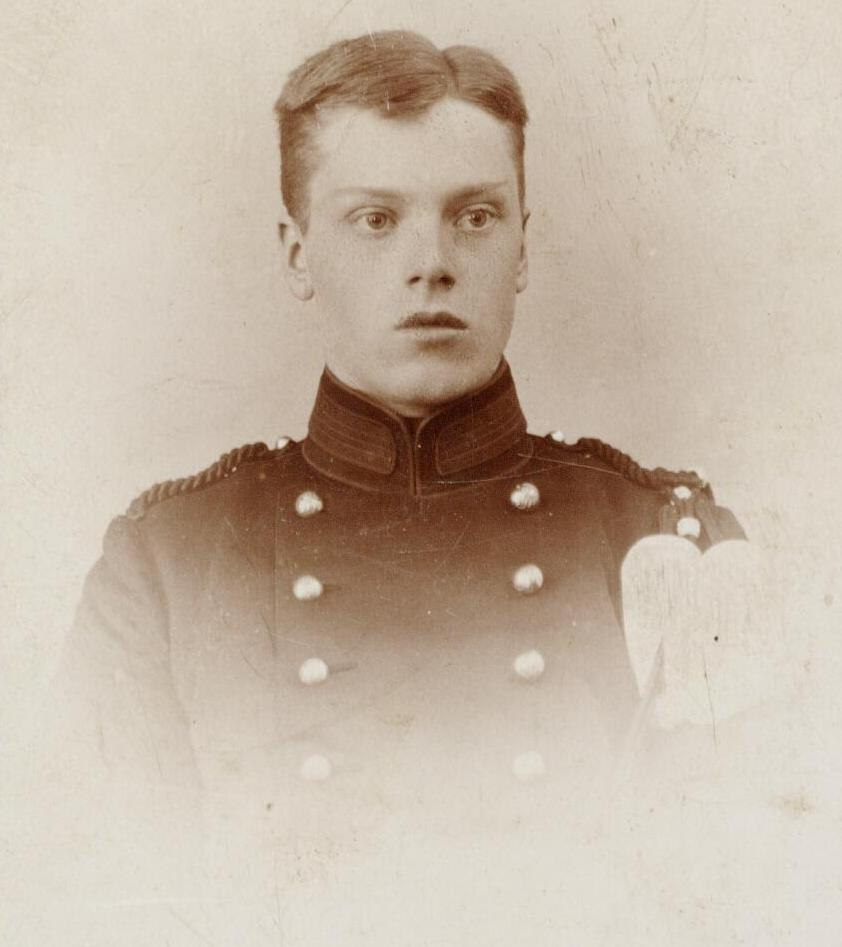
A.P.A.M. Storm de Grave (1898)
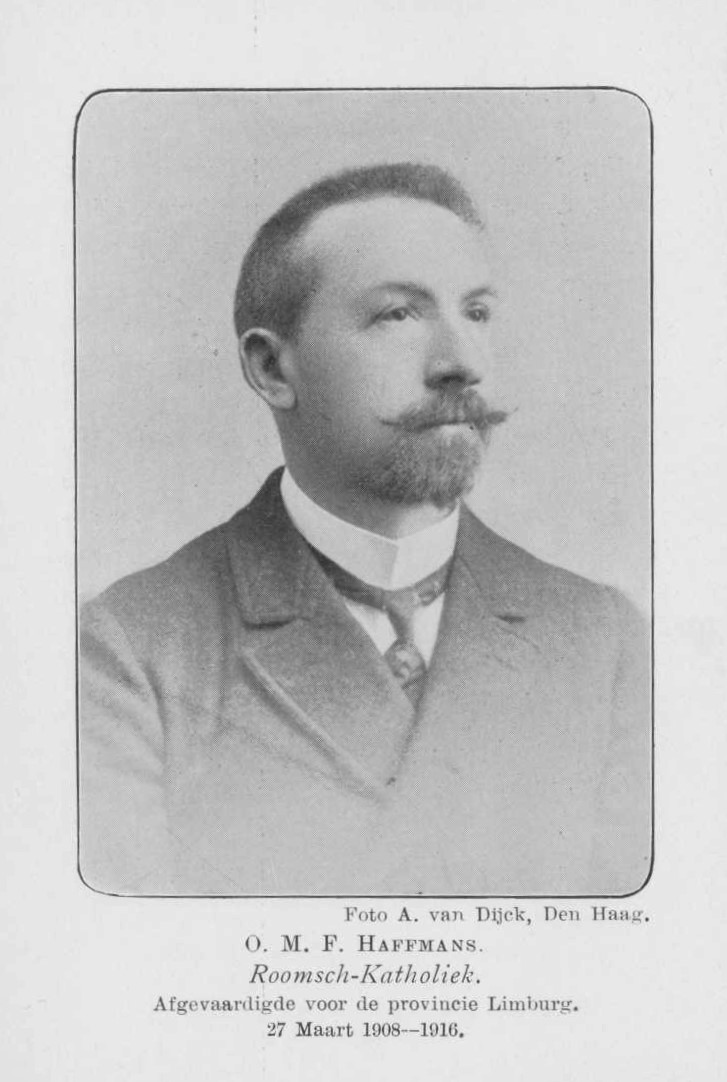
Politicus Oscar Haffmans (1913)